# Ар, Иджлал
Иджлал Ар (тур. İclal Ar, 1904 — 2 октября 2007) — турецкая оперная певица

## Биография
Родилась в 1904 году.
Работала на стамбульской киностудии «İpek Film Studios». Режиссёр Мухсин Эртугрул предлагал Ар стать актрисой, но она отказалась. Во время работы на киностудии Ар познакомилась с поэтом Назымом Хикметом, работавшим там сценаристом. Согласно воспоминаниям, «хотя он уже был женат, у Назыма Хикмета сложились романтические отношения с рыжеволосой девушкой. Он писал песни для оперетт, в которых действовали рыжеволосые девушки, и читал их ей».
В 1933 году вышла замуж за Ведата Ара, он, получив образование во французском городе Париж, работал на той же студии, что и Иджлал. Вскоре после замужества уволилась с работы и занялась ведением домашнего хозяйства. Позднее начала работать в стамбульском управлении театрами.

## Карьера певицы
Семья Иджлал проводила встречи с друзьями, на которых танцевали турецкое танго под аккомпанемент игравшего на аккордеоне Неджипа Джелала. Во время одной из этих встреч директор стамбульского радио Месут Джемиль предложил Иджлал петь на радио. Она выступала под псевдонимом «Красная Луна» (тур. Kızıl Ay), который был выбран из-за её рыжих волос.
В 1950-х годах в Стамбульской консерватории начал создаваться хор под руководством Мухиттина Садака. Ар вступила в него и выступала девять лет. Также она была солисткой. Её наставниками в этот период были Мухиттин Садак, а также итальянский композитор и учитель пения Итало Брануччи.
Первый концерт хора консерватории состоялся в 1950 году и привлёк большое внимание. Хор в составе которого было 70 человек был необычным явлением для Турции тех времён. На концертах хора использовалась музыка Гайдна, Брамса и Шумана. Критик Фарук Йенер писал об Идлал: «её будущее как певицы сопрано после сольного выступления представлялось блестящим». После второго концерта хора, состоявшегося в 1951 году и на котором Иджала сольно исполнила Третью песню Эллен Шуберта, в рецензии газеты «Akşam» были высоко отмечены певческие качества Иджлал.